# Carcharhinus dussumieri
Carcharhinus dussumieri е вид пилозъба акула от семейство Сиви акули (Carcharhinidae). Видът е почти застрашен от изчезване.

## Разпространение
Разпространен е в Австралия (Западна Австралия, Куинсланд и Северна територия), Бангладеш, Бахрейн, Бруней, Виетнам, Индия, Индонезия, Ирак, Иран, Камбоджа, Катар, Китай, Кувейт, Малайзия, Мианмар, Обединени арабски емирства, Оман, Пакистан, Папуа Нова Гвинея, Провинции в КНР, Саудитска Арабия, Сингапур, Тайван, Тайланд, Филипини, Шри Ланка и Япония.